# EE Barcelona
EE Barcelona, pełna nazwa Escola d'Escacs de Barcelona – klub szachowy w Barcelonie.

## Historia
Klub został założony w 1986 roku. W 2013 roku zadebiutował w División de Honor. Rok później zespół uzyskał szóste miejsce w lidze. W 2015 roku klub spadł z ligi. W 2017 roku zespół powrócił do División de Honor i zajął trzecie miejsce w lidze. Skład drużyny stanowili wówczas m.in. Baadur Dżobawa, Aleksandr Rachmanow, Eltac Səfərli, Fernando Peralta, Marc Narciso Dublan i Wiktor Moskalenko. W 2019 roku zespół zajął piąte miejsce w lidze, ale w roku 2020 wycofał się z rozgrywek.

## Arcymistrzowie w historii klubu
- Hipolito Asis Gargatagli[8]
- Lewan Aroszidze[9]
- Cristhian Cruz Sánchez[10]
- Baadur Dżobawa[5]
- Oleg Korniejew
- Péter Lékó[9]
- Fabien Libiszewski[10]
- Georg Meier[9]
- Wiktor Moskalenko[10]
- Marc Narciso Dublan[11]
- Fernando Peralta[5]
- Aleksandr Rachmanow[12]
- Alfonso Romero Holmes[11]
- Eltac Səfərli[5]
- Kevin Spraggett[10]